# 木興
木興（1667年4月5日—1720年12月8日），字維新，號雪城，納西族名阿胃阿揮（納西語：Aw-Wùa Aw-Khü），是麗江第二十三代世襲土司，官拜麗江知府。
木興是木堯的次子，生性聰明，喜好讀書。他善於作詩寫字並廣交學者。其詩文受到雲貴制軍蔣陳錫的讚賞，並與蔣成為摯友。
1692年，木堯退隱，由木興嗣土司之位。木興無子，收弟弟木弘之子木崇為養子。1703年，被冊封為麗江知府。
1706年，爐蠻部落謀叛，木興奉命調查此事，並提出鶴慶、麗江兩地的軍防建議。同年修建孔廟，花費一千兩開辦學校、聘請教書先生。1720年，清廷自雲南攻打西藏，木興派出二千人支援清軍，並同木崇一起率土兵五百人參戰。他在催運兵糧時，發現剌普頭人巴松剋扣糧餉，便將其處死。但巴松是四川總督年羹堯的親信，木興遂與年羹堯結怨。年羹堯上奏康熙帝，對木興進行誣告。隨後木興被召回，雲貴總督蔣陳錫將誣告文書交給了木興。木興因為驚恐而病重，不久逝世。
同年，其養子木崇因風濕病而病逝，木府陷入混亂之中。其弟木鐘嗣位。

## 家族
- 父：木堯
- 母：阿室加（高氏寧）

- 同胞兄：
  - 木貴
- 同胞弟：
  - 木弘
  - 木鐘

- 妻：陸氏隆
- 養子：木崇

## 腳註
1. ↑  根據約瑟夫·洛克的說法，「阿胃阿揮」（A-wei A-hui）是其名字的漢語音譯，納西語實際讀作「阿瓦阿胡」（Aw-Wùa Aw-Khü）。